# 維多利亞公園站
維多利亞公園站是一座多倫多地鐵布魯亞－丹佛線車站，坐落加拿大安大略省多倫多士嘉堡維多利亞公園路（Victoria Park Avenue）和登頓路（Denton Avenue）的交界處以北，於1968年5月10日啟用。
下列由多倫多公車局營運的巴士線駛經維多利亞公園站：
- 12號京士頓道巴士線（Kingston Road）
- 24號維多利亞公園巴士線（Victoria Park）
- 67號法馬西巴士線（Pharmacy）
- 404號東約克社區巴士線（East York Community Bus）

## 外部連結
- 维基共享资源上的相關多媒體資源：維多利亞公園站
- （英文）TTC Victoria Park Station （页面存档备份，存于）－多倫多公車局網站 維多利亞公園站頁面